# Giulio Aristide Sartorio
Giulio Arístide Sartorio (Roma, 11 de febrero de 1860 - Roma, 3 de octubre de 1932) fue un pintor, escritor, escultor y director de cine italiano.

## Vida y arte
Alumno de su padre Raffaele y su abuelo Girolamo, ambos escultores y pintores de origen novarés, se forma como autodidacta. Ejecuta copias de frescos, mosaicos, cuadros y estatuas de las basílicas y museos romanos y en sus inicios pinta para artistas italianos así como de fuera de Italia, que firman con sus nombres. En esta actividad (que debió aportarle bastantes ganancias, ya que con sólo 19 años tiene un estudio en via Borgognona) se sitúa en una pintura comercial, de género o ambiente settecentesco y en el estilo de Mariano Fortuny.
Sin embargo, en su propio trabajo, trabaja en el campo romano y expone en 1882 en la Esposizione di Roma su cuadro Malaria, hoy en día en el museo Nacional de Bellas Artes en Buenos Aires, de estilo verista, que adoptó de Francesco Paolo Michetti y Filippo Palizzi.

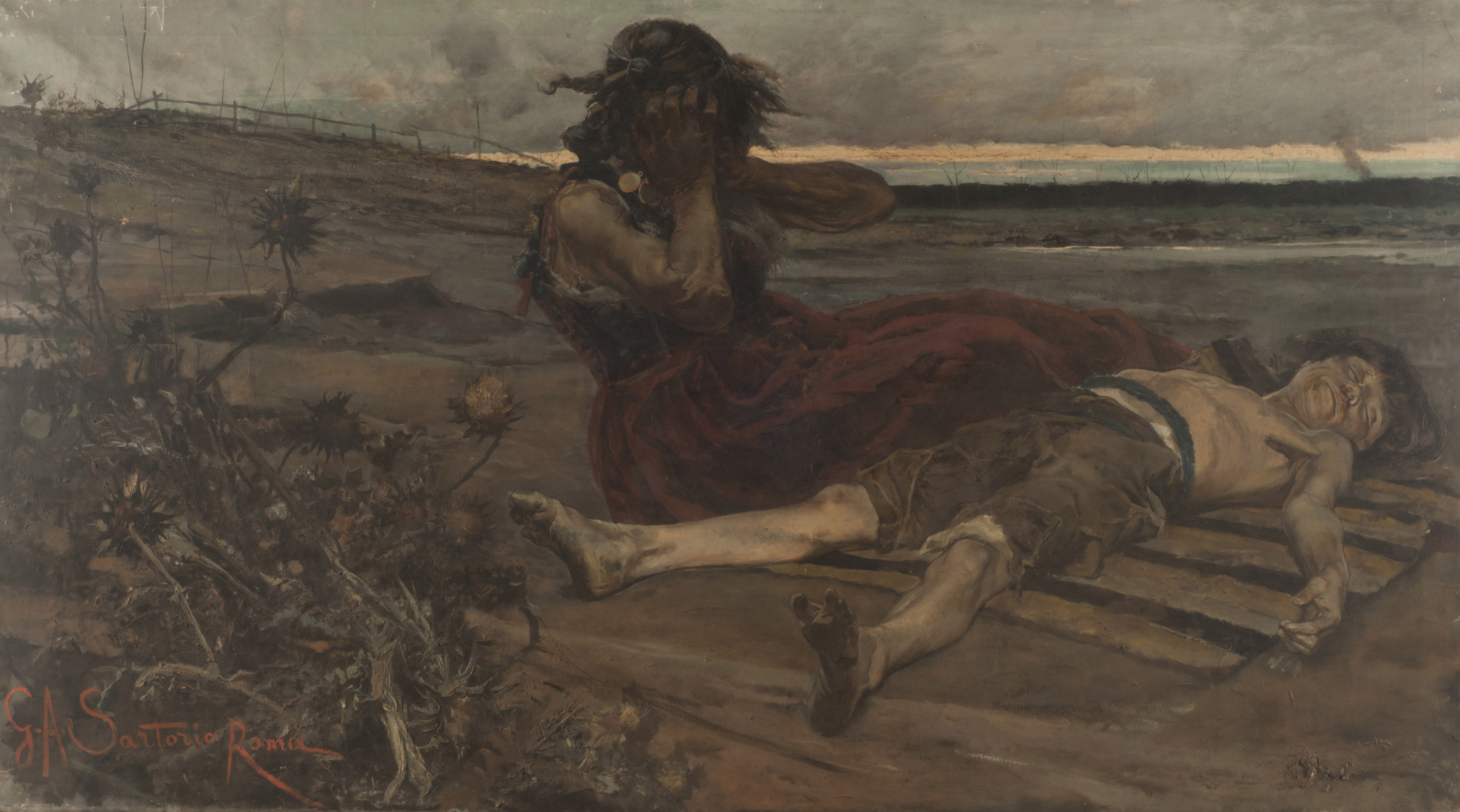
Malaria - Giulio Aristide Sartorio

Establece también relaciones en el movimiento artístico-mundano de Roma, colaborando con la revista Cronaca bizantina, y traba amistad con D'Annunzio y conoce a los poetas Carducci y Edoardo Scarfoglio.
En 1886 ilustra la novela Isotta Guttadauro, de D'Annunzio, donde puede observarse su adhesión a la poética prerrafaelita de Holman Hunt, John Everett Millais y Ford Madox Brown. En 1889 se traslada a París con Michetti, exponiendo con éxito I figli di Caino ("Los hijos de Caín"), premiado con una medalla de oro. Huésped de Michetti en Francavilla al Mare, se dedica al paisaje, interpretado con gusto decorativo, y profundiza en las técnicas litográfica y fotográfica. En 1893 se une al movimiento de Nino Costa, In arte libertas.
- Datos: Q1062517
- Multimedia: Giulio Aristide Sartorio / Q1062517